# Los Libertadores (estación)
Los Libertadores es una estación ferroviaria que forma parte de la red del Metro de Santiago de Chile. Se encuentra subterránea, entre las estaciones Ferrocarril y Cardenal Caro de la Línea 3.
Desde el 28 de noviembre de 2020 la estación cuenta con una Estación Intermodal en los alrededores.

## Características y entorno
La estación se ubica a 765 metros de la Autopista Vespucio Norte, donde esta se cruza con la Autopista Los Libertadores, en terrenos de la Ilustre Municipalidad de Quilicura, en el Sector Norte.
También se encuentra a pasos del Mall Plaza Norte, siendo un importante punto comercial para la comuna de Huechuraba, comuna que colinda con Quilicura. Además el centro comercial cuenta con buses de acercamiento entre el mall y la estación. 
El proyecto beneficiará a 660 mil santiaguinos al reducir sus tiempos de viaje en un 50%, siendo que los usuarios podrán ir desde Huechuraba hasta Plaza de Armas en sólo 17 minutos.

### Accesos
| Acceso | Intersección                                        |
| ------ | --------------------------------------------------- |
| A      | Av. Américo Vespucio con Autopista Los Libertadores |
| B      | Intermodal Los Libertadores                         |

## MetroArte

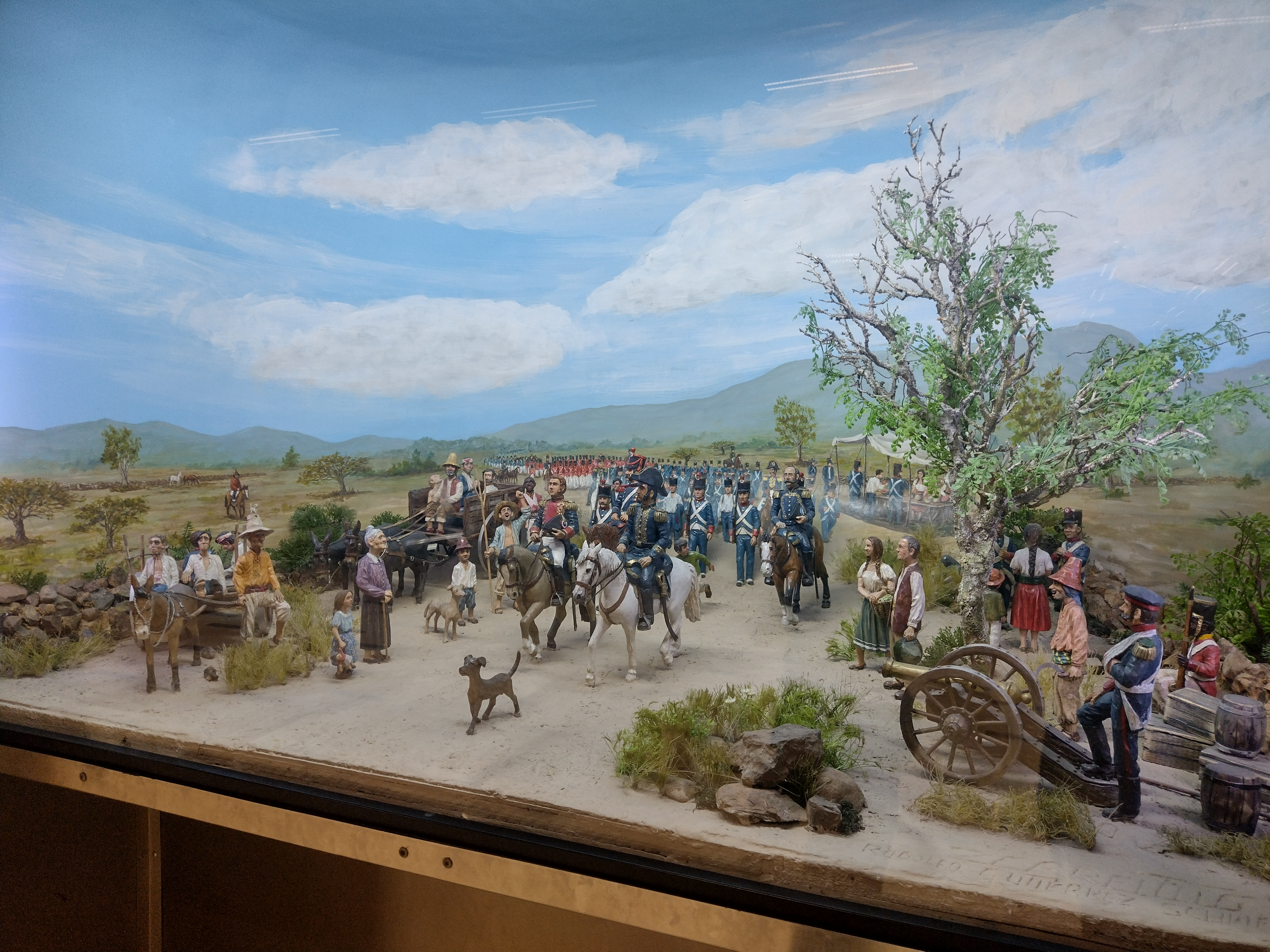
Diorama El Ejército Libertador.

En el interior de la estación se encuentra presente uno de los dioramas realizados por el artista Zerreitug.
Esta obra, titulada El Ejército Libertador, presenta la llegada de Bernardo O'Higgins y José de San Martín junto con sus ejércitos a la ciudad de Santiago, luego de finalizada la Batalla de Chacabuco. Según el artista, este diorama está ambientado específicamente en el cruce de las actuales avenidas Américo Vespucio con Independencia, zona cercana donde se encuentra la estación Los Libertadores.

## Origen etimológico
El nombre de la estación hace referencia a la Autopista Los Libertadores, la cual se encuentra contigua a la estación. Inicialmente fue denominada «Huechuraba».
El pictograma de la estación es una representación del Monumento a la Victoria de Chacabuco, la cual hace referencia a la Batalla de Chacabuco, que marcó el fin de la etapa de la Reconquista y dio inicio a la independencia definitiva del país.

## Taller Los Libertadores
En el entorno inmediato de esta estación se encuentra el Taller Los Libertadores de la Línea 3 del Metro de Santiago. En este  lugar se guardan, limpian y mantienen los trenes que hacen el servicio de pasajeros de esta línea.

## Controversias
Luego de la inauguración de la Línea 3 del Metro, se generaron atochamientos en las esquinas de las autopistas Américo Vespucio y Los Libertadores, además de zonas de cruce para peatones que no eran seguras, debido a que el área se encuentra diseñada para la circulación principalmente de vehículos. Según el alcalde de Conchalí, René de la Vega, Metro estimó en algún momento la construcción de un segundo acceso a la estación, proyecto que finalmente no se concretó, debido al anuncio de la extensión de la Línea 3 hacia la Plaza de Quilicura.

## Galería

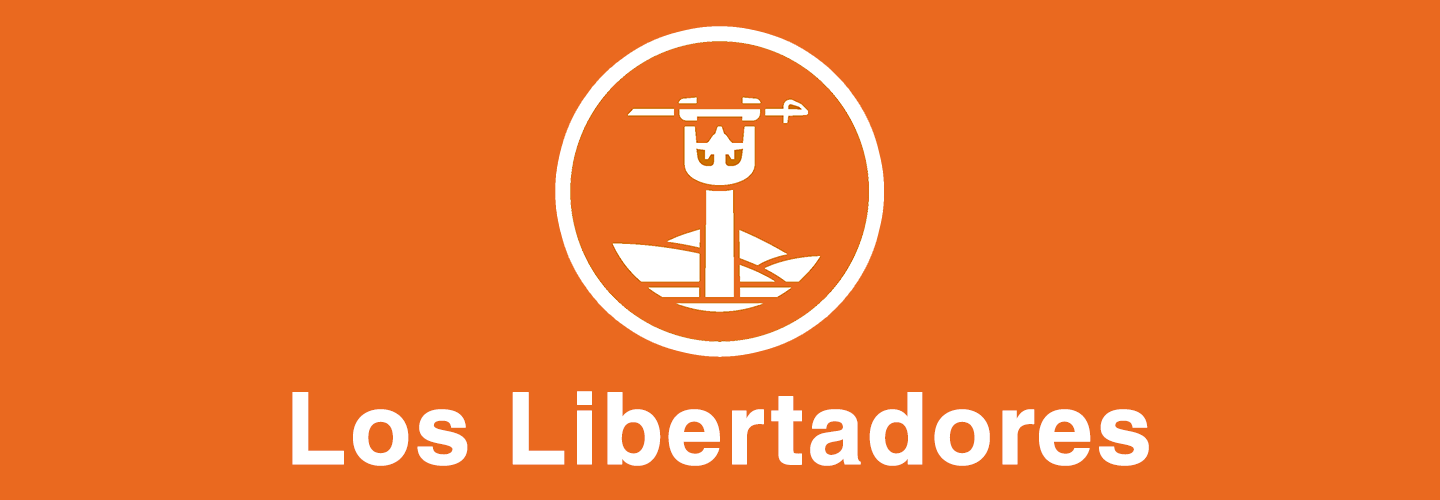
Cenefa utilizada actualmente en los andenes.

## Conexión con Red Metropolitana de Movilidad
Independiente de la EIM Los Libertadores la estación posee 10 paraderos de la Red Metropolitana de Movilidad en sus alrededores, los cuales corresponden a:
| Paradero/ Código                            | Recorridos |
| ------------------------------------------- | --- |
| Parada 1 / Metro Los Libertadores (PB518)   | 264n (Santo Tomás) - 425 (Rigoberto Jara) - 429 (Lo Echevers) - 429c (Quilicura) |
| Parada 2 / Metro Los Libertadores (PB236)   | 201 (Mall Plaza Norte) - 230 (Los Libertadores) - 264n (Pedro Fontova) - B12 (Lo Marcoleta) |
| Parada 3 / Metro Los Libertadores (PB583)   | 308 (Mapocho) |
| Parada 4 / Metro Los Libertadores (PB504)   | 425 (Lo Hermida) - 429 (Lo Hermida) - 429c (Metro Tobalaba) |
| Parada 5 / Metro Los Libertadores (PB1000)  | B07 (Parque Industrial) - B08 (Mall Plaza Norte) - B11 (El Salto) - B18 (Metro Vespucio Norte)- B43 (Metro Vespucio Norte) |
| Parada 6 / Metro Los Libertadores (PB242)   | 201 (San Bernardo) - 214 (Santa Olga) - 264n (Santo Tomás) - 272 (Ciudad Empresarial) |
| Parada 7 / Metro Los Libertadores (PB1894)  | 308 (Lo Marcoleta) - 425 (Rigoberto Jara) - 428e (Metro La Cisterna) - 429 (Lo Echevers) - 429c (Quilicura) - B05 (Metro Los Libertadores) - B07 (Parque Industrial) - B08 (Lo Marcoleta) - B11 (Lo Marcoleta) - B18 (Villa Pucará) - B35 (Metro Los Libertadores) - B43 (Lo Marcoleta) |
| Parada 8 / Metro Los Libertadores (PB1893)  | 307c (Lo Marcoleta) |
| Parada 9 / Metro Los Libertadores (PB1895)  | B05 (Ciudad Empresarial) - B12 (Lo Marcoleta) - B36 (Pedro Fontova Norte) |
| Parada 10 / Metro Los Libertadores (PB1655) | 214 (Santa Olga) - B05 (Metro Los Libertadores) - B12 (Metro Zapadores) - B36 (Metro Los Libertadores) |